# Донациды
Донациды (лат. Donacidae) — семейство двустворчатых моллюсков из отряда Veneroida. Относительно немногочисленное семейство: описано около 5 родов с 50 видами.

## Описание
Раковина удлинённо-овальная или треугольная, с макушками, расположенными на середине спинного края или несколько сдвинутыми к заднему концу раковины. Скульптура поверхности радиальная и концентрическая, иногда полностью отсутствует. Кардинальных зубов по два на каждой створке. Литеральные зубы расположены или по одному с каждой стороны створки или в количестве двух на правой стороне, развиты в разной степени, иногда полностью редуцированы. Лигамент наружный. Мускульных отпечатков два, почти равных. Мантийная линия с глубоким синусом. Края мантии снизу полностью не сросшиеся.
Отсутствие скульптуры на раковинах и сильный сдвиг макушек к их заднему концу связаны с особенностями биологии донаксов. Они не только хорошо закапываются в грунт, но и способны двигаться в его толще. При передвижении в столь плотной среде основную роль играет нога. Поэтому она очень сильная и большая и размещается в передней, удлинённой части раковины. Полированная поверхность сильно уплощённых створок сводит к минимуму сопротивление среды при движении. Зарываются эти ракушки неглубоко, но полностью, и над поверхностью дна торчит только пара сифонов. Вводной сифон значительно длиннее анального и способен к сильному растяжению. На его конце имеется 6 притуплённых лопастей, между которыми расположены перистые выросты. В сифон затягивается очень большое количество материала, включая и несъедобные минеральные частицы. После сортировки на жабрах и ротовых лопастях весь несъедобный материал и излишки съедобного выводятся через анальный сифон в виде псевдофекалий. В процессе выведения последних принимают участие и аддукторы, сокращения которых как бы выжимают из жабр накопившийся в них материал.

## Ареал и местообитание
Живут донациды преимущественно близ берегов на малых глубинах в умеренной и тропической зонах, а также в пресных водах. В Чёрном море представлено 2 вида рода — донаксов (Donax): донакс обрезанный (Donax trunculus) и донакс исчерченный (Donax semistriatus).